# Cristóvão II de Baden-Rodemachern
Cristóvão II de Baden-Rodemachern (em alemão:  Christoph II. von Baden-Rodemachern; 26 de fevereiro de 1537 – Rodemachern, 2 de Agosto de 1575) foi um nobre alemão, sendo o primeiro Margrave de Baden-Rodemachern.

## Biografia
Cristóvão era o segundo filho de Bernardo III, Margrave de Baden-Baden e de sua mulher a condessa Francisca do Luxemburgo.
Em 1556, depois de atingir a maioridade, Cristóvão II renunciou aos seus direitos a parte de Baden-Baden a favor do seu irmão mais velho, Felisberto em troca de uma pensão anual de 4.000 florins. Recebeu também Rodemachern como apanágio, tornando-se o fundador da linha de Baden-Rodemachern.

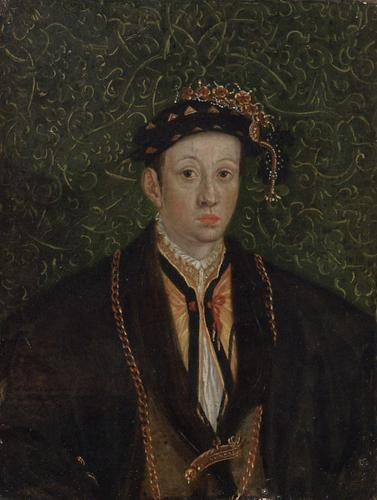
Cristóvão II em jovem, por Hans Besse.

Começou a viajar e, de 1557 a 1561, esteve nos Países Baixos Meridionais, onde se juntou às campanhas do exército espanhol.  Foi depois para a Suécia em 1564, onde casou com a irmã do rei Érico XIV da Suécia, a princesa Cecília da Suécia. Regressou então a Rodemachern, onde construiu um palácio e teve uma vida faustosa.
Em 1565, viajou para Londres onde a rainha Isabel I o recebeu com honras de um ilustre visitante. Contudo, ele acumulou dívidas atrás de dívidas e quando tentou partir em 1566, apercebeu-se que não poderia deixar Inglaterra enquanto a rainha não fornecesse garantias.
Em 1566, herdou o senhorio de Useldange, Pettingen e Roußzy.
Enquanto o seu país vivia em instabilidade religiosa, ele continuou a gastar demasiado, com as dívidas a aumentarem.  Foi então para a Suécia, onde serviu no exército na guerra contra a Dinamarca. O seu cunhado, o rei João III da Suécia, atribuiu-lhe como feudo a ilha de Ösel.
Após vários anos na Suécia, regressou a Rodemachern, onde viria a falecer em 1575. Foi sucedido por seu filho, Eduardo Fortunato que era ainda menor.

## Casamento e descendência
A 11 de novembro de 1564 Cristóvão II casou com a princesa sueca Cecília Vasa (6 de novembro de 1540 – 27 de janeiro de 1627), filha do rei Gustavo I Vasa. Desse casamento nasceram 6 filhos:
1. Eduardo Fortunato (Eduard Fortunat) (1565-1600), Margrave de Baden-Rodemachern e depois de Baden-Baden;
2. Cristóvão Gustavo (Christoph Gustav) (1566-1609);
3. Filipe III (Philipp) (1567-1620), Margrave de Baden-Rodemachern;
4. Carlos (Karl) (1569-1590);
5. Bernardo (Bernhard) (1570-1571);
6. João Carlos (Johann Karl) (1572-1599), Cavaleiro Hospitalário.